# استیضاح (فلسفه)
استیضاح (به انگلیسی: Interpellation)، در تئوری مارکسیستی، به‌ویژه نظریه لویی آلتوسر، ایجاد هویت یک فرهنگ یا ایدئولوژی برای «افراد» است.
آلتوسر نوشت که با استیضاح، «افراد همیشه سوژه هستند.» «فرد» حتی «به‌عنوان یک سوژه (آزاد) استیضاح می‌شود و آزادانه تسلیم فرامین ابژه می‌شود، برای این‌که (آزادانه) تابعیت خود را بپذیرد». به گفته آلتوسر، هر جامعه‌ای از دستگاه‌های دولتی ایدئولوژیک (ISAs) و دستگاه‌های دولتی سرکوب‌گر (RSAs) تشکیل شده‌است که ابزاری برای بازتولید مداوم روابط با تولید آن جامعه هستند. درحالی‌که RSAها نهادهایی هستند که مستقیماً مخالفان (با پلیس/نظامی) را سرکوب می‌کنند، ISAها سرمایه‌داری را از طریق ابزار ایدئولوژیک غیر سرکوب‌گرانه (با خانواده، کلیسا، مدارس، رسانه‌ها و سیاست) بازتولید می‌کنند. در نتیجه، «استیضاح» فرآیندی را توصیف می‌کند که طی آن ایدئولوژی، که در نهادهای اجتماعی و سیاسی اصلی (ISAs و RSAs) تجسم یافته‌است، ماهیت هویت افراد (ابژه و سوبژه) را از طریق فرایند «تحسین» آن‌ها در تعاملات اجتماعی تشکیل می‌دهد.
اندیشه آلتوسر کمک قابل توجهی به دیگر فیلسوفان فرانسوی، به‌ویژه دریدا، کریستوا، بارت، فوکو، دلوز و بدیو داشته‌است.

## بررسی
آلتوسر در «ایدئولوژی و دستگاه‌های دولتی ایدئولوژیک (یادداشت‌هایی به سوی یک تحقیق)»، مفاهیم دستگاه‌های دولتی ایدئولوژیک (ISA)، دستگاه‌های سرکوبگر دولتی (RSAs)، ایدئولوژی و استیضاح را معرفی می‌کند. آلتوسر در نوشته‌اش استدلال می‌کند که «هیچ ایدئولوژی‌ای جز به‌وسیله سوژه وجود ندارد». این مفهوم از سوبژکتیویته در نوشته‌های او محوریت پیدا می‌کند.
برای نشان دادن این مفهوم، آلتوسر کسی را مثال می‌زند که درب خانه دوستش را می‌زند. شخص داخل خانه می‌پرسد «چه کسی آن‌جاست؟» و فقط زمانی در را باز می‌کند که «من هستم» از بیرون آشنا به‌نظر برسد. با انجام این کار، فرد درون خانه در «یک عمل آیینی مادی برای شناخت ایدئولوژیک در زندگی روزمره» شرکت می‌کند. به عبارت دیگر، تز اصلی آلتوسر این است که «من و تو همیشه از قبل سوژه هستیم» و دائماً درگیر آیین‌های روزمره هستیم، مانند سلام کردن به کسی یا دست دادن، که ما را در معرض ایدئولوژی قرار می‌دهد.
آلتوسر بیشتر از این پیش می‌رود و استدلال می‌کند که «همه ایدئولوژی‌ها افراد را به‌عنوان سوژه‌های عینی توجه یا بازخواست و استیضاح می‌کنند» و تأکید می‌کند که «ایدئولوژی به‌گونه‌ای «عمل می‌کند» یا «عملکرد» دارد که … فرد را به سوژه «تبدیل» می‌کند. این امر از طریق تصور آلتوسر از استیضاح یا توجه که فرآیندی غیراختصاصی و ناخودآگاه است امکان‌پذیر می‌شود. به‌عنوان مثال، هنگامی که یک افسر پلیس فریاد می‌زند «هی، تو!» و فردی برمی‌گردد و به اصطلاح به تماس پاسخ می‌دهد، سوژه می‌شود. آلتوسر استدلال می‌کند که این به این دلیل است که فرد متوجه شده‌است که این توجه‌ها متوجه او شده‌است که او را نسبت به ایدئولوژی دموکراسی و قانون ذهنی می‌کند.
در نتیجه، سوژه‌های منفرد عمدتاً به‌عنوان تولیدشده توسط نیروهای اجتماعی ارائه می‌شوند، نه این‌که به‌عنوان عوامل مستقل قدرتمند با هویت‌های خودساخته عمل کنند.
استدلال آلتوسر در این‌جا قویاً از مفهوم مرحله آینه‌ای ژاک لاکان نشأت می‌گیرد. بر خلاف لاکان که بین «من» (یعنی ایگوی آگاه که توسط مرحله آینه‌ای ایجاد می‌شود) و «سوژه» (یعنی موضوع نمادین ناخودآگاه) تمایز قائل می‌شود، آلتوسر هر دو مفهوم را یکی می‌کند.